# Jean-Louis Borloo
Pour les articles homonymes, voir Borloo.
Jean-Louis Borloo, né le 7 avril 1951 à Paris, est un homme politique français.
Avocat d'affaires, il est président du Valenciennes Football Club de 1986 à 1991 et en 2014. Il est élu maire de Valenciennes et député européen en 1989. Longtemps député de la 21e circonscription du Nord, il est ministre sans interruption de mai 2002 à novembre 2010, et notamment « numéro 2 du gouvernement » à partir de 2007. Élu en 2005 président du Parti radical et en 2012 de l'Union des démocrates et indépendants (UDI), dont il est à l'origine, il quitte la politique pour raisons de santé en 2014.
Depuis 2015, il préside une fondation qui vise à développer l'électrification du continent africain, et siège au conseil d'administration de l'entreprise chinoise Huawei Technologies France jusqu'en 2020.

## Biographie

### Origines et famille
Jean-Louis Marie Borloo est le fils de Lucien Borloo (1915-1981), né à Guémené-sur-Scorff dans le Morbihan, d'origine belge par son père et bretonne par sa mère, qui exerce la profession de coursier dans une caisse de retraite, puis gravit les échelons et y finit sa carrière en devenant directeur, et de Mauricette Acquaviva (1927-2015), née à Marseille, originaire de Lozzi en Haute-Corse et ancienne présidente de la Fédération française des équipes Saint-Vincent,. Son grand-père maternel, Jean-André Acquaviva, fut conseiller général de l'ancien canton de Calacuccia.
Divorcé de Jeanne-Marie Bazin, médecin gynécologue, avec qui il a eu une fille, il vit, dans les années 1990, avec une Valenciennoise officiellement anonyme et invisible, dont il a deux enfants[réf. nécessaire]. La rumeur publique identifie cette « Valenciennoise » comme étant l'actrice française Nathalie Baye. Le 21 juillet 2005, il se remarie à la mairie de Rueil-Malmaison (Hauts-de-Seine) avec la journaliste Béatrice Schönberg, née Szabo et divorcée du chanteur Claude-Michel Schönberg. Afin d'éviter tout conflit d'intérêts à la suite de la campagne présidentielle de 2007, son épouse Béatrice Schönberg quitte définitivement la présentation du journal télévisé de France 2 en février 2007.

### Formation et carrière professionnelle
Jean-Louis Borloo effectue sa scolarité au lycée Janson-de-Sailly à Paris, où il commence à se passionner pour la philosophie et l'histoire. En 1972, à 21 ans, il obtient une double licence en droit et philosophie. Il enchaîne avec une deuxième double licence en histoire et sciences économiques. Parallèlement à ses études secondaires, il est chef scout au sein des Scouts de France durant de nombreuses années ; il côtoie à cette occasion Bruno Gollnisch.
En 1972, après sa licence de droit, il obtient le certificat d’aptitudes à la profession d’avocat.
Passionné par la Chine maoïste, il y fait de longs séjours dès 1973 ; il parvient même à saluer Mao Zedong. Il continue sa formation : licence de sciences économiques, puis diplômé du MBA d'HEC Paris (promotion 1976) ainsi que du programme de finances de l'Institut supérieur des affaires de l'université de Manchester.
À l'orée des années 1980, devenu avocat au barreau de Paris, il fonde le cabinet d'avocats « Borloo & associés », d'abord spécialisé dans le droit des entreprises en difficulté puis dans la transmission, l'implantation d'entreprises, le marché financier, les fusions et acquisitions. S'entourant de jeunes ingénieurs, Jean-Louis Borloo se positionne alors comme l'un des conseils externes les plus recherchés par les grandes entreprises, et est classé par le magazine Forbes parmi les avocats les mieux payés au monde. Il est entre autres l'avocat d'affaires de Bernard Tapie,.
À cette même époque, il enseigne l'analyse financière à HEC Paris. En 1986, âgé de 35 ans, Jean-Louis Borloo est sollicité par Colette Gadeyne, administratrice du club de football de Valenciennes en dépôt de bilan depuis plusieurs mois et devant définitivement liquider et fermer ce club historique, qui lui demande de tenter de le sauver. Il accède à la présidence de l'USVA, sauvant définitivement le club, poste qu'il occupe jusqu'en 1991 et préparant son retour en 1re division.
Dans les années 2000, alors qu'il n'est plus au club, celui-ci est de nouveau en difficulté, enchainant quatre descentes successives avant le démarrage d'une procédure de dépôt de bilan. Membre du gouvernement à cette époque, il accepte de reprendre la présidence de l'association sportive Valenciennes-Anzin pendant quatre ans jusqu'à la mise en place d'une nouvelle équipe, accédant de nouveau à la première division.

### Parcours politique

#### Ascension locale
Très marqué par l'aspect totalement sinistré du Valenciennois, il finit par conduire en 1989 une liste apolitique pour la mairie de Valenciennes dont il est élu maire avec plus de 76 % des voix au second tour. Il est ensuite réélu à chaque fois très largement dès le premier tour.
De mai 1989 à 1992, élu en deuxième position sur la liste UDF de Simone Veil (« Le Centre pour l'Europe » qui a recueilli 8,43 % des suffrages et sept sièges sur 81 à pourvoir), Jean-Louis Borloo est membre du Parlement européen. Il obtient notamment le classement des trois arrondissements du Nord de Valenciennes, de Douai et d'Avesnes au titre de l'Objectif 1 de la politique régionale communautaire, soit les régions les plus aidées par les fonds structurels européens en 1993.
Jean-Louis Borloo participe en 1990 à la fondation de Génération écologie, avec Brice Lalonde, Haroun Tazieff et Noël Mamère.
Aux élections régionales du 22 mars 1992, il mène dans le Nord une liste indépendante qui obtient 12,49 % des votants et dix sièges sur 72 à pourvoir dans le département. Il obtient ainsi le quatrième score, derrière les 19,92 % et 17 élus RPR-UDF du maire de Cambrai Jacques Legendre, les 19,6 % et seize sièges socialistes du ministre d'État à la Ville et à l'Aménagement du territoire Michel Delebarre et les 13,89 % et onze élus FN de Carl Lang. Il devance la liste communiste du député Alain Bocquet (11,44 % et neuf sièges) ainsi que les deux listes écologistes, les Verts de Guy Hascoët (cinq sièges) et Génération écologie de Pascal Dubois (quatre élus), dont le score cumulé s'établit à 11,38 % des votants. L'autre « liste Borloo » indépendante qu'il soutient dans le Pas-de-Calais obtient trois élus sur 41.
Fort de ce résultat et de l'affaiblissement de la majorité sortante PS-PCF, Jean-Louis Borloo se porte candidat pour devenir président du conseil régional du Nord-Pas-de-Calais et souhaite fonder sa majorité sur un noyau dit « de rénovation » alliant les treize élus de ses listes aux 14 écologistes (qu'il qualifie de « première force politique » de la région), auquel pourrait s'ajouter la « droite modérée » et les « socialistes modernistes ». Dans la nuit du 30 au 31 mars 1992, après n'avoir fait le plein que de ses voix et des six de Génération écologie aux deux premiers tours (y compris quelques bulletins issus du FN au deuxième tour, qu'il a rejetés), il bénéficie du désistement en sa faveur de Jacques Legendre qui lui apporte ainsi les 27 votes de son groupe pour le troisième tour afin de faire barrage tant à l'extrême-droite qu'au PS. Pour autant, ces derniers optent pour une stratégie similaire puisque Michel Delebarre se retire au profit de la Verte Marie-Christine Blandin qui est ainsi élue face à Jean-Louis Borloo par 56 voix contre 40, Génération écologie s'étant finalement elle aussi rangée aux côtés de la gauche. Jean-Louis Borloo reste conseiller régional d'opposition jusqu'au 8 octobre 1993, ayant été élu député entretemps, tandis que son groupe a obtenu trois présidences de commissions au sein de l'assemblée nord-pas-de-calaisienne.
Il est à nouveau tête de liste aux élections régionales de 1998 dans le Nord, avec des élus locaux divers droite et indépendants, face à la gauche et à une autre liste de droite RPR-UDF emmené par l'ancienne députée Colette Codaccioni et Philippe Vasseur. Il obtient 18,97 % des suffrages et quinze des 72 sièges à pourvoir, soit le deuxième meilleur score derrière la Gauche plurielle sans les Verts de Michel Delebarre (31,37 %, 25 élus) mais devant le FN de Carl Lang (17,39 %, treize élus), la liste Codaccioni (11,5 % et neuf élus) et les Verts de la présidente Marie-Christine Blandin (8,76 %, six sièges). La réunion RPR-UDF-DVD ressort donc du scrutin au total avec 35 sièges sur 113, contre 51 à la gauche plurielle. La Droite ne présente pas de candidat à la présidence du conseil régional (qui échoit au socialiste Michel Delebarre) et Jean-Louis Borloo démissionne de son mandat de conseiller régional dès le 26 novembre suivant.

#### Député du Nord
Le 2 avril 1993, il devient député de la 21e circonscription du Nord (soit Valenciennes et une grande partie de son agglomération), sous la bannière Divers droite. Il siège au sein du groupe République et liberté qui, durant la Xe législature (1993-1997), regroupe des élus divers droite et divers gauche sous la présidence du député-maire de Tours Jean Royer. Deux ans plus tard, il est réélu maire de Valenciennes avec 63 % des voix pour sa liste au premier tour.
En 1997, désormais apparenté au groupe UDF et sous étiquette Force démocrate (FD), Jean-Louis Borloo voit son mandat de député renouvelé (au deuxième tour par 52,79 % des voix contre 47,21 % au communiste Fabien Thiémé, il était arrivé en tête au premier tour avec 34,27 % des suffrages). Après le lancement de la « Nouvelle UDF » en 1998, il adhère officiellement à cette dernière et en est nommé porte-parole en janvier 2001. Il est à ce poste un membre actif de la campagne de François Bayrou pour l'élection présidentielle de 2002. Il est réélu en mars 2001 maire de Valenciennes, avec 63,36 % des voix dès le premier tour, puis député en 2002 (pratiquement gagnant au premier tour, avec 49,51 % des suffrages face à treize autres candidats, il est finalement réélu au second tour avec une nette avance sur son adversaire communiste Fabien Thiémé, par 63,88 % contre 36,12 %).
Il ne siège toutefois qu'un mois, étant immédiatement nommé dans le gouvernement Raffarin. Il en est de même après sa réélection le 10 juin 2007, au premier tour des élections législatives (avec 53,69 % face à douze autres candidats). Il laisse à chaque fois son siège à sa suppléante, Cécile Gallez, maire radicale de Saint-Saulve.
À l'Assemblée nationale de 1993 à 2002, il est surtout membre de la commission des lois constitutionnelles, de la législation et de l'administration générale de la République de 1993 à 1994 et de 1997 à 2002 (il en est d'ailleurs vice-président de 1997 à 1998), mais aussi de la commission de la Défense nationale et des Forces armées de 1994 à 1997 ainsi que, de manière éphémère, de la commission des Affaires culturelles, familiales et sociales de juin à juillet 2002. Il participe également à la commission d'enquête parlementaire sur l'activité et le fonctionnement des tribunaux de commerce de janvier à juillet 1998. Il est secrétaire de l'Assemblée nationale du 3 avril 1995 au 1er octobre 1996. Au niveau des votes, il est l'un des deux seuls députés de l'opposition de droite, avec Gilles de Robien, à agréer en mai 2000 à une proposition de loi des Verts en faveur d'accorder le droit de vote aux étrangers non issus de l'Union européenne lors des élections municipales (adoptée par l'Assemblée nationale, cette proposition n'a jamais été inscrite à l'ordre du jour du Sénat). Il se sert d'autre part de ses mandats parlementaires pour négocier des aides pour Valenciennes et sa région auprès du gouvernement central, comme il le fit avec l'Union européenne lorsqu'il siégeait à Strasbourg : il obtient notamment en 1994 qu'Édouard Balladur, alors Premier ministre, se déplace dans sa ville afin de signer un protocole d'accord pour la mise en place d'un programme expérimental de lutte contre l'exclusion dit « programme Jéricho » (projet de remise en activité des personnes en difficulté qui devient intercommunal en 1997) accompagné de mesures en faveur de l'habitat.

#### Maire de Valenciennes

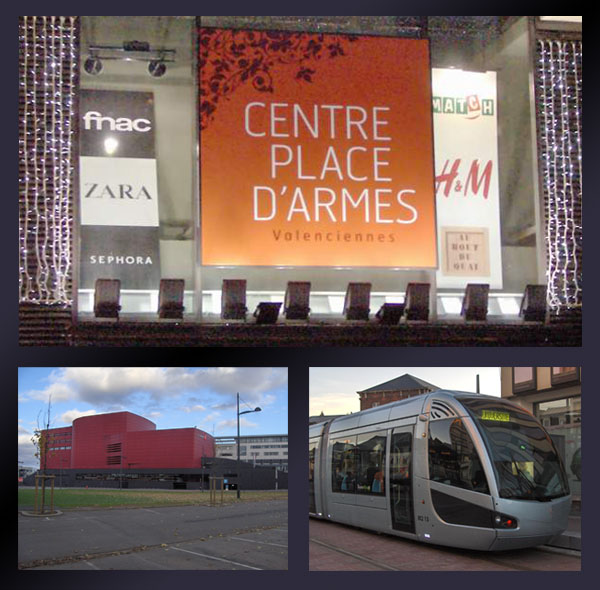
Valenciennes après les travaux menés sous le mandat de Jean-Louis Borloo : le centre Place d'Armes, le théâtre le Phénix et le tramway.

Jean-Louis Borloo dirige la ville de Valenciennes pendant treize ans, de 1989 à 2002. Il s'appuie essentiellement sur une équipe municipale issue de la société civile locale et d'horizons politiques souvent divers, parmi laquelle va figurer Dominique Riquet (qui lui succède à la mairie en 2002) ou Valérie Létard (issue du Parti social-démocrate au sein de l'UDF et plus tard secrétaire d'État Nouveau Centre du gouvernement de François Fillon).
Il a réussi à enrayer le déclin démographique continu de Valenciennes depuis les années 1960 : la commune passe de 38 441 à 41 278 habitants entre 1990 et 1999. Le taux de chômage, bien que resté élevé à son départ de la mairie (à 14 %, soit toujours supérieur à la moyenne nationale), a diminué (il était supérieur à 20 % en 1989). Son mandat est particulièrement marqué par des initiatives en matière de culture (l'un de ses slogans étant alors « l'intégration par la culture et la culture pour tous »). Tentant de faire renaître le prestigieux passé artistique de Valenciennes, le maire a notamment mis en place en 1990 un festival du film d'action et d'aventure et favorisé la création numérique et l'équipement de la commune en matière de nouvelles technologies. De 1991 à 1998, il favorise la construction d'un nouveau théâtre, qui obtient le label de scène nationale, symboliquement baptisé Le PhéniX. Le musée des Beaux-Arts est réhabilité et agrandi en 1995 avec notamment l'ouverture d'une crypte archéologique. Il a participé au redéploiement de l'Université de Valenciennes et rénové la bibliothèque en 1994 (avec un triplement de sa superficie pour atteindre 4 500 m2, l'augmentation des fonds disponibles en libre accès et la transformation en une médiathèque). Il développe l'équipement en tout-à-l'égout (40 % des foyers de la ville n'étaient pas raccordés en 1989). Il signe également un contrat avec l'entreprise chinoise Huawei pour l'installation de 217 « caméras intelligentes », au titre d'une expérimentation offerte par la firme, pourtant peu appréciée par certains en France car suspectée d'introduire un risque de violation de la vie privée. Elle est également suspectée d'activités d'espionnage au profit du gouvernement chinois. Jean-Louis Borloo entre quelques années plus tard au conseil d'administration de Huawei Technologies qu'il quitte en 2020.
Pour faire face au dépérissement économique de cet arrondissement toujours sinistré, Jean-Louis Borloo sillonne l'Asie notamment le Japon et la Corée-du-Sud. Il obtient l'installation en 1997 d'une usine Toyota à Valenciennes, ainsi que de nombreuses autres entreprises japonaises ainsi que le constructeur automobile allemand Mercedes-Benz et le plasturgiste portugais Silmodes (pt). Il empêche la fermeture de l'usine de matériels ferroviaires des ANF (Ateliers de construction du Nord de la France) repris par le Canadien Bombardier et la fermeture d'Alstom Marly pour un nouveau projet à Petite-Forêt. Il lance à la fin des années 1990 un projet de grands travaux, baptisé Cœur de Ville, destiné à reconstruire entièrement le centre de Valenciennes et prévoyant l'installation d'un tramway (ce dernier projet ayant été lancé dès 1990 en collaboration avec le maire communiste d'Aulnoy Jules Chevalier). Ainsi, le Centre Place d'Armes et les logements en résidence (dont une partie sont des logements sociaux) sont ouverts depuis avril 2006, et le tramway circule depuis juillet 2006. D'autres projets, initiés au début de son premier mandat, doivent être rapidement abandonnés (notamment celui d'implanter un kibboutz pour restaurer le lien communautaire dans un quartier déstructuré, ou encore celui du « Val propre », association de réinsertion pour jeunes en difficulté). Entretenant de bonnes relations avec les maires de tous bords de la région valenciennoise, y compris avec les Communistes, Jean-Louis Borloo s'attache également à renforcer l'intercommunalité. Une Association pour le Développement du Valenciennois, regroupant 81 communes, est d'abord mise en place et il en est le président de 1995 à 2001. Une Communauté de communes de la Vallée de l'Escaut est créée en 1992 avec à sa tête Cécile Gallez, maire de Saint-Saulve (et députée suppléante de Jean-Louis Borloo). Enfin, le 22 décembre 2000, cette communauté de communes est remplacée par la Communauté d'agglomération de Valenciennes Métropole, dont Jean-Louis Borloo devient président en 2001 à la quasi-unanimité (91 voix sur 97) grâce à un consensus établi entre les municipalités de droite et de gauche (dont de nombreuses détenues par le Parti communiste).
Il reste à la tête de l'agglomération même après avoir quitté la mairie pour entrer au gouvernement, et le reste jusqu'en 2008, année lors de laquelle il laisse sa place à Valérie Létard.
Le magazine Le Point le classe en 1996 dans son « club des quinze » meilleurs maires de France, palmarès des premiers magistrats de commune dont la gestion semble reconnue par leurs administrés selon l'enquête menée par l'hebdomadaire. Ils sont répartis en trois catégories selon leurs étiquettes politiques : les Socialistes et divers gauche d'une part, les Communistes d'autre part et enfin ceux de droite. Jean-Louis Borloo est placé premier parmi ces derniers, devant le maire de Toulouse Dominique Baudis (UDF-FD).

#### Ministre de la République française

##### Présidence de Jacques Chirac

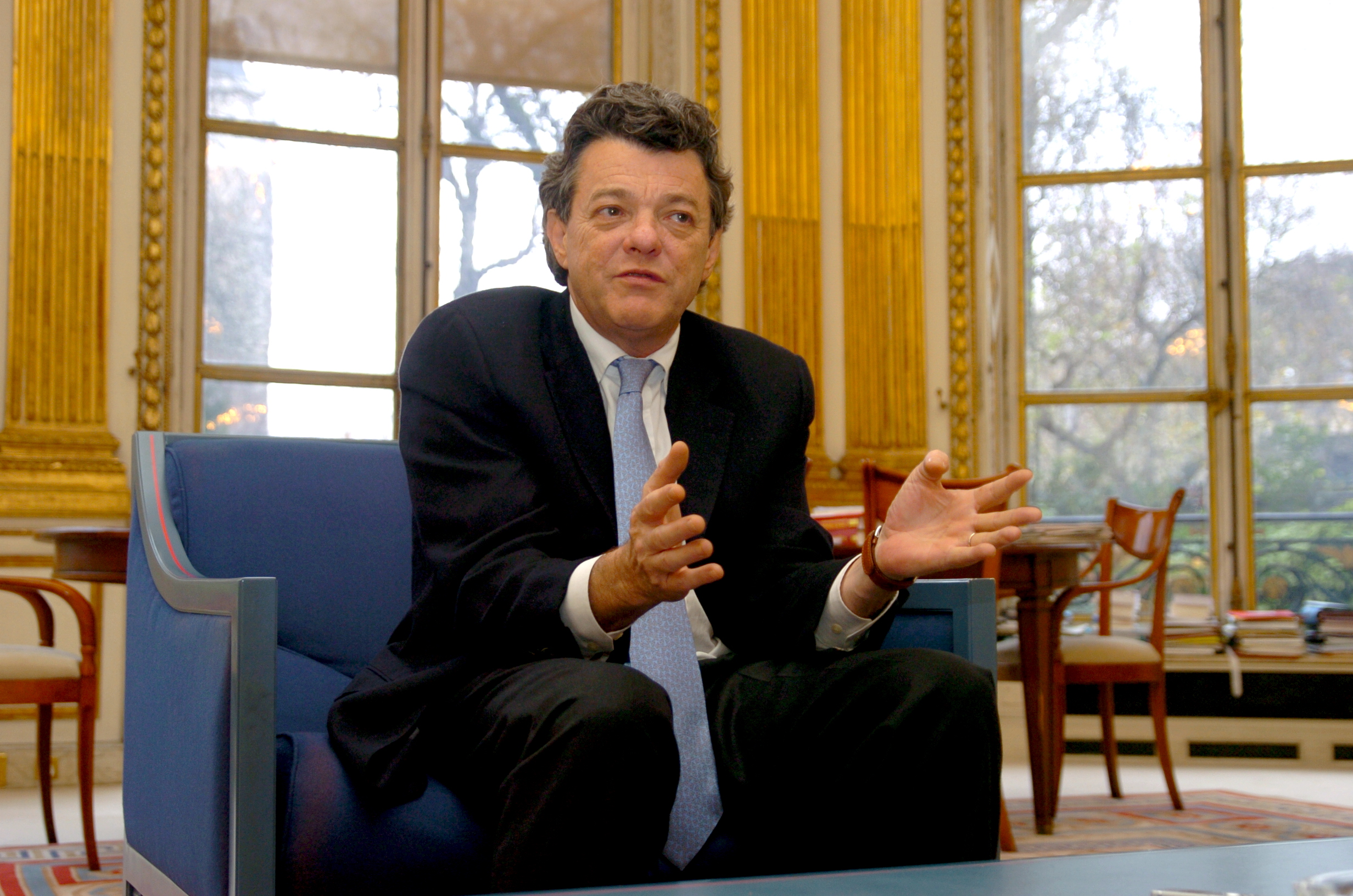
Jean-Louis Borloo, Ministre de l'Emploi, de la Cohésion sociale et du Logement, le 18 décembre 2006 dans son bureau de l'Hôtel du Châtelet à Paris (7e).

Le 21 avril 2002, toujours non-inscrit, Jacques Chirac lui propose de rentrer dans le premier gouvernement Raffarin comme ministre délégué à la Ville. En 2003, André Rossinot lui propose la coprésidence du Parti radical, dont il deviendra président en 2005.
Il est nommé ministre délégué à la Ville et à la Rénovation urbaine de 2002 jusqu'en 2004, à une époque où plus de 200 quartiers français dits sensibles ou en difficulté connaissaient un état de dégradation de l'habitat extrêmement avancé[réf. nécessaire] avec des barres d'immeubles délabrés, enfermant littéralement ces quartiers. C'était l'époque des violences urbaines qui avaient commencé dès les années 1990-1995 pour connaître les situations tendues chaque jour aboutissant aux émeutes urbaines de 2005. Il imagine, propose et défend un grand plan de rénovation urbaine de deux cents de ces quartiers puis devant le succès l'étend à plus de quatre cents quartiers en France. Ce plan prévoyait dans un premier temps 20 milliards d'euros d'investissements puis finalement 46 milliards d'euros dans les banlieues françaises.
La loi d'orientation et de programmation pour la ville et la rénovation urbaine du 1er août 2003, dite « loi Borloo », décidait un programme national de rénovation urbaine, prévoyant de refonder complètement ces quartiers, la destruction de 200 000 logements, autant de reconstructions ainsi que la « résidentialisation » de 400 000 logements et 200 000 remises à niveau. Le plan prévoit en outre la création de kilomètres d'avenues pour aérer ces quartiers et la construction de 300 équipements publics. La loi prévoit pour piloter ce programme la création de l'Agence nationale pour la rénovation urbaine (ANRU) qui continue son action.
Il fait en outre voter la loi de « rétablissement personnel », offrant une seconde chance aux personnes surendettées du fait d’un « accident de la vie » (tel que chômage, veuvage, divorce ou maladie) des dispositions diverses portant la réforme de la gestion et gouvernance des HLM ou le « surclassement » des communes comprenant une ou plusieurs Zones urbaines sensibles (ZUS).
Dans ces quartiers défavorisés et uniquement dans ceux-là, il met en place la TVA au taux réduit et la mise à disposition possible pour un euro avec cession à terme par les pouvoirs publics aux promoteurs pour permettre l'accession sociale à la propriété des habitants des quartiers prioritaires. Ce programme était limité à ces quartiers et d'une ampleur contrôlée par Bercy. Le coût de la maison unitaire baissait ainsi de près de 30 % permettant d'être fixée aux alentours de 100 000 euros. Le 25 octobre 2005, il annonce vouloir produire 20 000 à 30 000 « maisons à 100 000 euros » par an. En 2008, seules 4 de ces maisons étaient construites et Le Figaro qualifia le projet de « flop ». En décembre 2010, La Croix rapporte que 600 « maisons Borloo » ont été achevées mais pour un coût final plus élevé de 30 à 50 %. En 2011, au Havre ce sont 150 maisons Borloo qui ont été livrées au total, certaines ont subi de nombreux vices de finition, au point que pour une des familles « la facture s’élèvera à 150 000 euros sur trente ans ».
En 2005, le taux de chômage en France dépassa les 10 % et Jacques Chirac appelle Jean-Louis Borloo au ministère de l'Emploi, du Travail et de la Cohésion sociale comprenant également le logement, la formation professionnelle et l'apprentissage. Il s'engage dans un plan dit de « plan de cohésion sociale » ayant pour objectif de faire passer le chômage de 10 % à moins de 8 %. Ce programme comprenait notamment le lancement du « Plan de service à la personne » et la création de « l'Agence nationale des services à la personne » et les « chèques emploi services universels. Des efforts importants ont été faits en matière d'apprentissage, la création des contrats de transition professionnelle et le soutien de retour à l'emploi, en augmentant les moyens de l'ANPE. Ce plan de cohésion sociale, est dit « plan Borloo ». Ce projet, largement soutenu à droite, trouve également des soutiens à gauche.
Il fait également voter la loi permettant la création de la Haute Autorité de lutte contre les discriminations et pour l'égalité (HALDE) ainsi qu'un texte pour les chibanis, leur permettant de toucher leurs pensions même s'ils retournent dans leurs pays d'origine.
Jean-Louis Borloo est l'un des membres des gouvernements Raffarin et Villepin les plus populaires, ce que les analystes attribuent à une forte image d'homme politique neuf (franchise, proximité avec le peuple) ainsi qu'à son rôle « social » dans ces gouvernements[réf. nécessaire].
Après cinq ans passés au gouvernement, il souhaite reprendre ses activités de professionnel et finalement il déclare assez tardivement (moins d'un mois avant le premier tour de scrutin) qu'il soutient Nicolas Sarkozy pour l'élection présidentielle de 2007.

##### Présidence de Nicolas Sarkozy

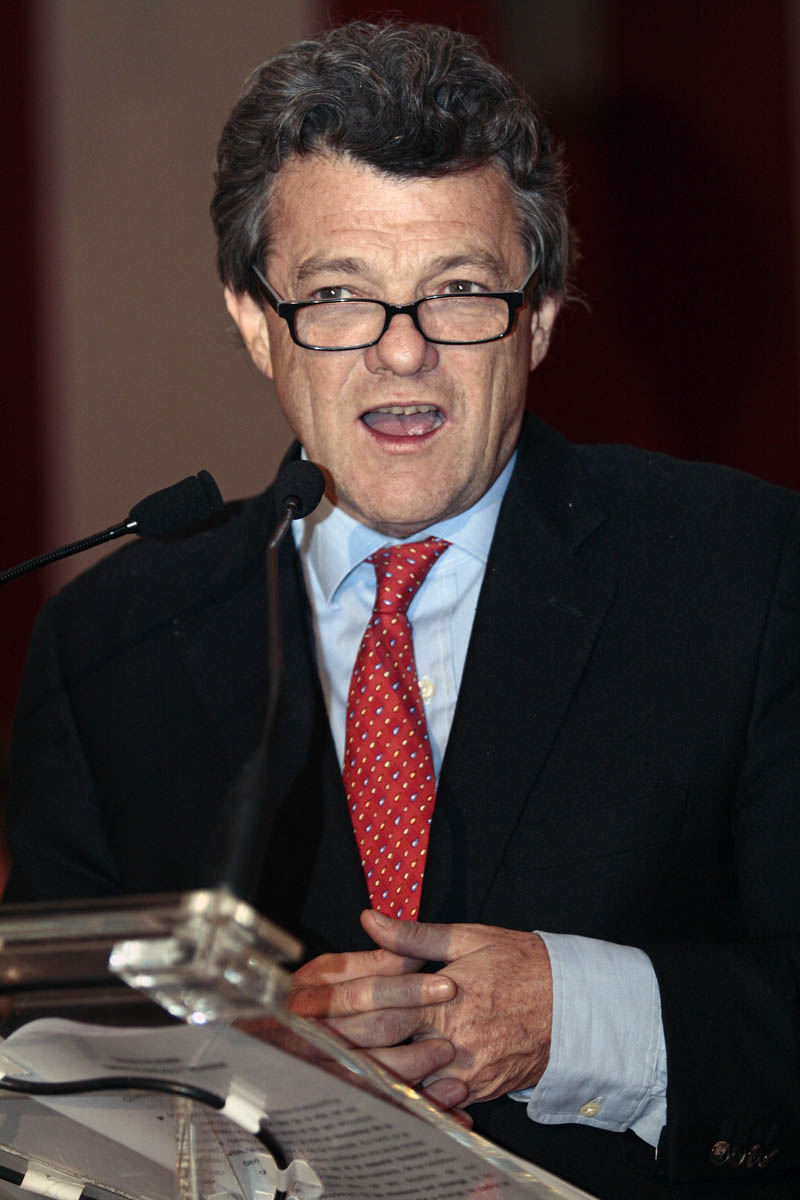
Jean-Louis Borloo, le 18 décembre 2007.

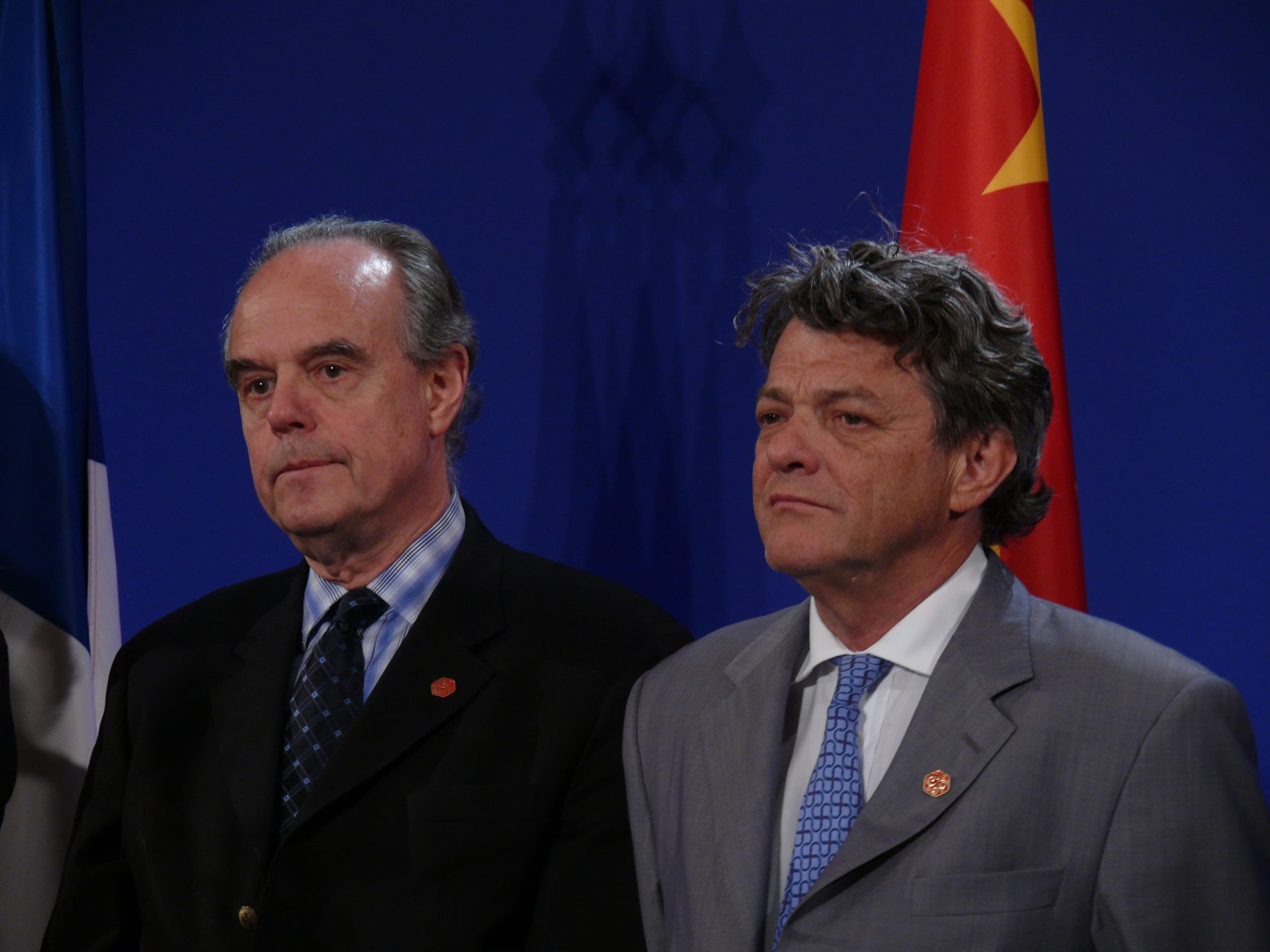
Jean-Louis Borloo aux côtés du ministre de la Culture Frédéric Mitterrand, en avril 2010.

Le 18 mai 2007, Jean-Louis Borloo est nommé ministre de l'Économie, des Finances et de l'Emploi, au sein du premier gouvernement Fillon I ; il assume cette charge jusqu'au 18 juin suivant.
Au soir du premier tour des élections législatives de juin 2007, il reprend la proposition d’augmenter la TVA (« TVA sociale »), alors que Nicolas Sarkozy avait fait de la hausse du pouvoir d’achat son axe de campagne. Tandis que la droite est arrivée très largement en tête du premier tour, cette sortie monopolise dès lors la campagne et contraint le nouveau président à désavouer publiquement son ministre. À l’issue du second tour, le parti présidentiel obtient la majorité absolue à l’Assemblée nationale, mais avec un nombre de sièges très inférieur à ce que lui accordaient les sondages. Des élus UMP rendent Jean-Louis Borloo responsable de ce moindre score, décrivant son intervention télévisée comme une erreur majeure de communication. Ils considèrent que son intervention télévisée a fait perdre quelque 80 sièges au parti,,.
Du 18 juin 2007 au 13 novembre 2010, il est ministre d'État, no 2 du gouvernement, ministre de l'Écologie, de l'Énergie, du Développement et de l'Aménagement durables, en charge en outre des Transports et de la Mer du deuxième gouvernement Fillon. Il succédait à Alain Juppé, démissionnaire en raison de sa défaite aux législatives, ce qui n'est pas analysé par les observateurs comme une promotion.
Jean-Louis Borloo s'est clairement engagé en faveur de la lutte contre le dérèglement climatique. Il a notamment été chargé d'organiser le Grenelle de l'environnement et de préparer, défendre et faire adopter les procédures législatives issues des conclusions de ce dernier : la loi Grenelle I du 3 août 2009 puis celle dite « Grenelle II » du 12 juillet 2010. Ces textes permirent notamment la mise en place des nouvelles normes énergétiques dans le bâtiment, des avantages fiscaux pour la rénovation thermique des bâtiments, des diagnostics d'efficacité énergétique, le doublement des tramways, le lancement des autoroutes ferroviaires, l'achêvement du TGV Est, le lancement du TGV Bretagne-Atlantique, du TGV Paris-Bordeaux- Espagne, le bonus-malus écologique pour les voitures, les autoroutes maritimes, la création du collège écologiste au Conseil économique et social (devenant le Conseil économique social et environnemental, Agence pour la biodiversité).
Par ailleurs pendant la présidence française de l'Union européenne, il aura la charge du Paquet climat-énergie » seul texte contraignant, visant aux 3 x 20 (20 % d'énergie renouvelable, 20 % de réduction des émissions et 20 % d'efficacité énergétique). Après l'accord de tous les États membres, le texte sera largement voté, à la quasi-unanimité par le Parlement européen.

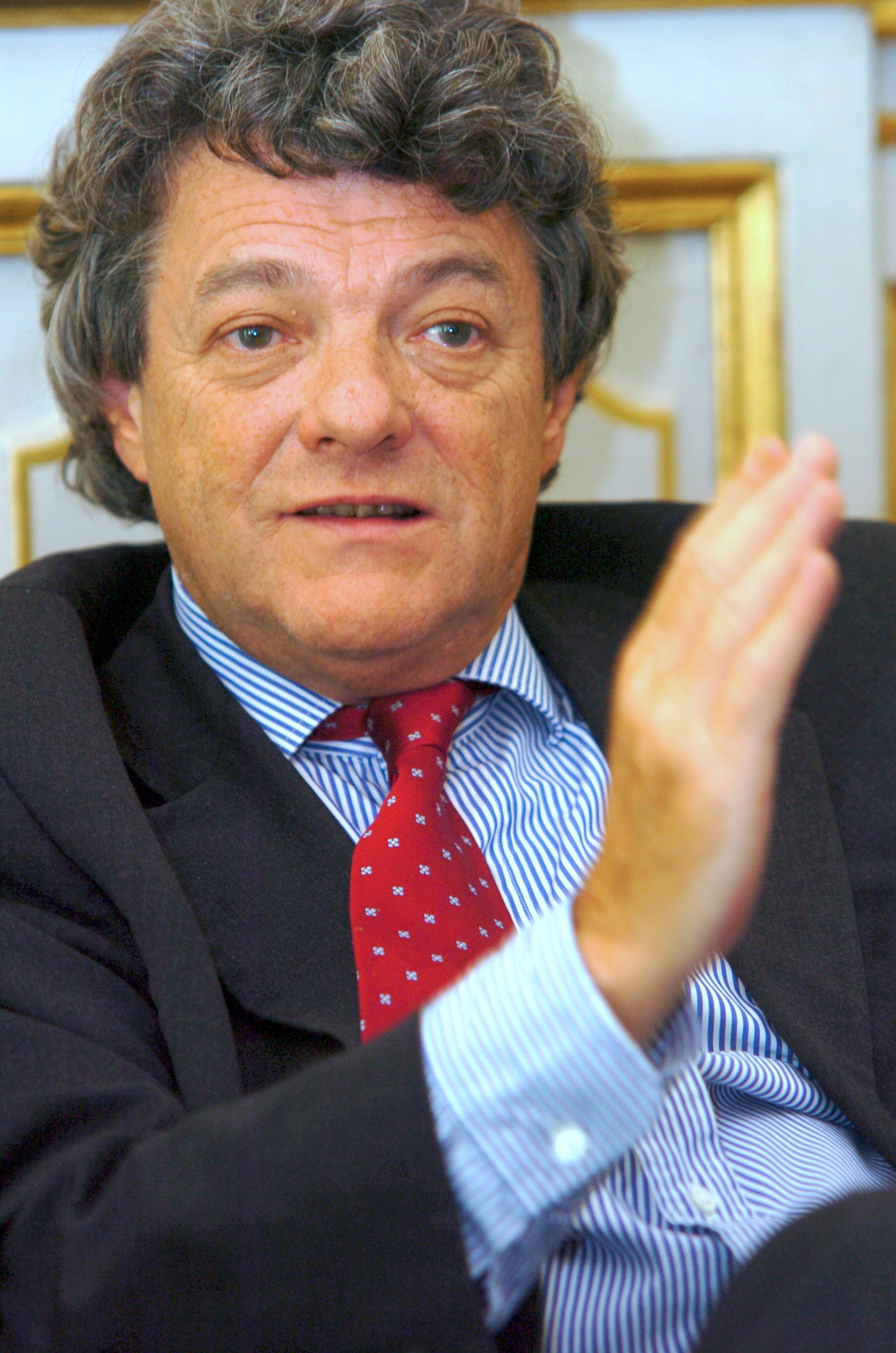
Jean-Louis Borloo, Ministre d'État, Ministre de l'Écologie, le 11 septembre 2008 à Paris.

Il s'est aussi très fortement impliqué dans le sommet de Copenhague en présentant un « plan justice-climat » qui visait à réduire les émissions de CO2 en se fondant sur la solidarité entre pays riches et pauvres. D'abord déçu à l'issue de la conférence notamment par les Américains, il présente le sommet comme un succès lors de son audition par l'Assemblée nationale sur son action et critique tout projet de traité juridiquement contraignant ce qu'était la critique de l'époque et sous réserve que soit mis en place les 10 milliards de dollars prévus pour l'Afrique et les petites îles.
En 2010, alors que Jean-Louis Borloo était ministre de l'Écologie, des arrêtés continuent à être signés par l'administration autorisant les recherches exploratoires sur les gisements de gaz de schiste,. L'économie principale des départements concernés (Ardèche, Aveyron, Drôme, Gard, Hérault, Lozère et Vaucluse) reposant sur l'agriculture et le tourisme, le dossier y donne lieu à plusieurs manifestations malgré les promesses du gouvernement d'interdire ces extractions. Assumant son défaut de vigilance, il déposa lui-même une proposition de loi visant à annuler ces permis et interdire ces pratiques et vota celle de l'UMP qui avait été déposée le même jour. Ce texte a été voté par l'Assemblée, mais n'est que partiellement adoptée par le Sénat.
Il est un temps pressenti pour devenir Premier ministre après le remaniement de l'automne 2010, mais sa gestion de la pénurie d'essence et l'hostilité des députés UMP enterrent rapidement cette éventualité. Nicolas Sarkozy choisit le 14 novembre 2010 de reconduire François Fillon à son poste et demande à Jean-Louis Borloo de rester au gouvernement en lui proposant de poursuivre à son poste ou au ministères des Affaires étrangères ou à celui de la Justice, ce que Jean-Louis Borloo refuse par communiqué, tout en souhaitant bonne chance au nouveau gouvernement.

#### Retour à l’Assemblée et présidence de l'UDI
Au lendemain de la formation du troisième gouvernement Fillon, il rassemble à l'Assemblée nationale les Centristes, les Libéraux et les Radicaux de la majorité présidentielle. À l'issue de cette réunion, il se voit conférer l'animation d'une « coordination politique des partis centristes » pour mieux peser face à la majorité. Néanmoins, le Nouveau Centre d'Hervé Morin et le Mouvement démocrate de François Bayrou réclament son départ de l'UMP comme préalable à une alliance centriste en vue d'une candidature commune en 2012. Il retrouve son siège de député de la 21e circonscription du Nord le 14 décembre 2010.
Le 7 avril 2011, il annonce dans l'émission politique À vous de juger sur France 2, la création d'une « alliance républicaine, écologiste et sociale » qui regrouperait « avant l'été » plusieurs formations politiques du centre droit (Parti radical, Nouveau Centre) et du centre gauche (La Gauche moderne). Cette formation se positionnerait comme une « alternative au PS et à l'UMP ». Sa création conduit le Parti radical à quitter l'UMP. Alors qu'il est pressenti pour être le candidat de l'Alliance à l'élection présidentielle de 2012 et qu'il est crédité de 5 % à 10 % d'intentions de vote dans les sondages, il renonce à se présenter le 2 octobre 2011. Il apporte son soutien à Nicolas Sarkozy en mars 2012.
Le Parti radical n'étant plus lié à l'UMP et donc aux accords permettant le financement du parti, il reconstitue le budget du Parti radical grâce à de nouvelles alliances politiques, tout particulièrement avec une partie des membres du Nouveau Centre opposés à Hervé Morin et emmenés par Jean-Christophe Lagarde. C'est ainsi qu'est constituée le 11 avril 2012, dans la perspective des élections législatives de juin 2012, l'Union des radicaux, centristes, indépendants et démocrates (URCID),.
Jean-Louis Borloo est réélu député de la 21e circonscription du Nord lors du second tour le 17 juin 2012, avec 55,83 % des suffrages exprimés face à son adversaire du Front de gauche, le maire communiste de Marly Fabien Thiémé. Il s'impose alors comme le nouveau chef de file du centre droit en annonçant la constitution d'un groupe parlementaire, baptisé Union des démocrates et indépendants (UDI), dont il est élu président le 19 juin 2012.
Le 18 septembre 2012, il lance un parti de centre droit portant le même nom que son groupe parlementaire, l'Union des démocrates et indépendants (UDI), qui fédère sept formations politiques. Le 5 novembre 2013, Jean-Louis Borloo, président de l'UDI, signe avec François Bayrou, président du MoDem, une charte qui unit leurs deux partis au sein d'une plate-forme politique commune, L'Alternative, avec l'ambition de conduire des listes communes aux élections nationales, européennes et régionales ainsi que d'organiser une primaire commune aux partis centristes en vue de l'élection présidentielle de 2017.

### En retrait de la politique
Le 6 avril 2014, alors qu'il est en convalescence depuis quatre mois à la suite d'une hospitalisation pour une pneumonie aiguë suivie de nombreuses complications, il annonce, dans une lettre destinée à son parti, qu'il abandonne tous mandats et fonctions politiques, considérant que son état de santé ne lui permet plus d'assurer ses fonctions,. « Je n'ai pas, en l'état, toute l'énergie nécessaire pour remplir complètement mes responsabilités » […] « J'ai donc décidé de mettre un terme à mes fonctions et mandats », écrit-il. Le 30 avril 2014, il démissionne de son mandat de député.

#### Soutien à Emmanuel Macron
Le 30 avril 2017, après trois années passées en dehors de la vie politique, Jean-Louis Borloo soutient publiquement Emmanuel Macron pour le second tour de l'élection présidentielle française de 2017 face à Marine Le Pen, estimant que cette élection devait être un « nouveau départ » avec l'élection de Macron, celui-ci étant le « seul catalyseur du choix de l'avenir ». Il ajoute être prêt à « se retrousser les manches » pour aider le candidat d'En marche ! lors de son quinquennat.
Le 14 novembre 2017, Emmanuel Macron lui confie le pilotage de l’élaboration du « plan de bataille » pour la politique de la ville, mais qui est finalement brusquement enterré après sa publication, ce qui est analysé par de nombreux acteurs du sujet comme une humiliation pour Jean-Louis Borloo.
Le 7 avril 2022, Jean-Louis Borloo annonce soutenir Emmanuel Macron dès le premier tour de la présidentielle. L’ancien ministre de droite estime que le président sortant est « le mieux armé » pour conduire le pays.
En 2023, il soutient M'jid El Guerrab à l'élection législative partielle dans la 9e circonscription des Français de l'étranger.

#### Action dans le football
Le 11 juillet 2014, après que le club de football de Valenciennes a une nouvelle fois déposé le bilan, alors que Jean-Louis Borloo était en convalescence, celui-ci investit personnellement 500 000 €, il va plaider devant la cour d'appel pour permettre au club de revenir en Ligue 2, le club étant relégué administrativement en CFA par la DNCG. Jean-Louis Borloo devient également le président de la holding Diables rouges créée pour contrôler le club, et président par intérim du Valenciennes Football Club. Quelques semaines après, conformément à son engagement, il réussit à fédérer quelques industriels autour de l'industriel valenciennois Eddy Zdziech qui prend la présidence du club et se retire ensuite.

#### Fondation Énergies pour l'Afrique
Le 28 septembre 2014, dans un entretien accordé au Journal du dimanche, il annonce la création d’une fondation pour plaider pour un plan massif d'accès à l’électricité sur le continent africain. Le 3 mars 2015, Jean-Louis Borloo donne une conférence de presse en présence de François Hollande et des présidents du Sénat et de l'Assemblée nationale pour le lancement de sa fondation, Énergies pour l'Afrique. Le programme de sa fondation bénéficiera de « 4 milliards d'euros de subventions par an pendant douze ans, et 200 milliards en prêts », pendant douze à quinze ans, capables eux-mêmes de permettre la mise en place de financements plus classiques de 20 milliards par an.
Pour promouvoir cette idée d'Agence, il rencontre personnellement 41 chefs d'État africains[réf. nécessaire]. Le 15 juin 2015, lors du sommet de l'organisation de l'Union africaine à Johannesbourg, le rapport du président du NEPAD, le président de la République du Sénégal Macky Sall, fait adopter à l'unanimité le principe d’un instrument de gestion énergétique doté d’un budget de 5 milliards de dollars.
En juillet 2017, Jean-Louis Borloo succède à Vincent Jacques Le Seigneur à la présidence de la Fondation Énergies pour le monde (Fondem)[réf. nécessaire]. Fondation reconnue d’utilité publique créée en 1990, la Fondem a pour mission de permettre l’accès à l’énergie de celles et ceux qui en sont dépourvus, principalement en Afrique. Dès 2015, dans le cadre de la préparation de la COP 21, la Fondem et l'association Énergies pour l’Afrique ont commencé à travailler ensemble[réf. nécessaire].

#### Huawei Technologies France
Jean-Louis Borloo entre au conseil d'administration de Huawei Technologies France en décembre 2016, après avoir permis à l'entreprise, très controversée en Occident, d'avoir sa ville de Valenciennes comme tête de pont pour l'expérimentation de ses « caméras intelligentes ». Il refuse d’en devenir le président en juillet 2019, mais demeure considéré par la presse comme « un lobbyiste de choc » pour le géant chinois,, et perçoit une rémunération annuelle de 250 000 €.
Début juillet 2020, il quitte le conseil d'administration de Huawei, une décision actée depuis le 31 mai 2020,.
La brigade financière de Paris s'intéresse à Jean-Louis Borloo dans le cadre d'une enquête pour trafic d’influence, abus de biens sociaux et recel à l'encontre d'Huawei. L'entreprise a effectué un don à la fondation « Energies pour l’Afrique » juste après que Jean-Louis Borloo a rejoint le conseil d'administration d'Huawei. Il y a donc potentiellement une non conformité au regard de la loi Sapin II.

## Prises de position
Après des années de scoutisme, Jean-Louis Borloo affirme se reconnaître dans « la tradition sociale de la démocratie chrétienne ». Il s'affirme à la fois écologiste, radical et social-démocrate.

## Détail des mandats et fonctions

### Au gouvernement
- 7 mai – 17 juin 2002 : ministre délégué à la Ville et à la Rénovation urbaine dans le gouvernement Raffarin I.
- 17 juin 2002 – 30 mars 2004 : ministre délégué à la Ville et à la Rénovation urbaine dans le gouvernement Raffarin II.
- 31 mars 2004 – 31 mai 2005 : ministre de l'Emploi, du Travail et de la Cohésion sociale dans le gouvernement Raffarin III.
- 2 juin 2005 – 15 mai 2007 : ministre de l'Emploi, de la Cohésion sociale et du Logement dans le gouvernement Villepin.
- 18 mai – 19 juin 2007 : ministre de l'Économie, des Finances et de l'Emploi dans le gouvernement Fillon I.
- 19 juin 2007 – 18 mars 2008 : ministre d'État, ministre de l'Écologie, du Développement et de l'Aménagement durables dans le gouvernement Fillon II.
- 18 mars 2008 – 23 juin 2009 : ministre d'État, ministre de l'Écologie, de l'Énergie, du Développement durable et de l'Aménagement du territoire dans le gouvernement Fillon II.
- 23 juin 2009 – 13 novembre 2010 : ministre d'État, ministre de l'Écologie, de l'Énergie, du Développement durable et de la Mer, en charge des Technologies vertes et des Négociations sur le climat dans le gouvernement Fillon II.

### À l’Assemblée nationale
- 2 avril 1993 – 7 juin 2002 : député de la 21e circonscription du Nord.
- 17 juin 1997 – 30 septembre 1998 : vice-président de la commission des Lois constitutionnelles, de la Législation et de l'Administration générale de la République.
- 19 juin – 18 juillet 2002[N 2] : député de la 21e circonscription du Nord.
- 20 juin – 19 juillet 2007[N 2] : député de la 21e circonscription du Nord.
- 14 décembre 2010 – 30 avril 2014[N 3] : député de la 21e circonscription du Nord.
- 19 juin 2012 – 15 avril 2014 : président du groupe Union des démocrates et indépendants (UDI).

### Au Parlement européen
- 25 juillet 1989 – 4 septembre 1992 : député européen.

### Au niveau local

#### Conseil municipal
- 19 mars 1989 – 18 juin 1995 : maire de Valenciennes (Nord).
- 25 juin 1995 – 18 mars 2001 : maire de Valenciennes.
- 19 mars 2001 – 19 juin 2002 : maire de Valenciennes (Dominique Riquet lui a succédé, Borloo devenant premier adjoint au maire).
- 20 juin 2002 – 15 mars 2008 : adjoint au maire de Valenciennes.
- 16 mars 2008 – 30 mars 2014 : conseiller municipal de Valenciennes.

#### Communauté d’agglomération
- 1er janvier 2001 – 16 mars 2008 : président de la communauté d'agglomération Valenciennes Métropole.
- 16 mars 2008 – 30 mars 2014 : conseiller à la communauté d'agglomération Valenciennes Métropole.

#### Conseil régional
- 23 mars 1992 – 8 octobre 1993 : conseiller régional du Nord-Pas-de-Calais.
- 16 mars – 26 novembre 1998 : conseiller régional du Nord-Pas-de-Calais.

### Au sein de partis politiques
- En 1991, Génération écologie est officiellement créée. Les membres fondateurs de ce parti politique de protection de l'environnement et de l'écologie sont, entre autres, Brice Lalonde, Haroun Tazieff, Jean-Louis Borloo, Noël Mamère, Patrice Hernu, Jean-Michel Belorgey, Alain Mamou-Mani et Yves Piétrasanta. Jean-Louis Borloo soutient l'initiative et l'aide en mettant à leur disposition des locaux mais sans en être membre.
- porte-parole de la Nouvelle UDF (2001-2002), il est alors l'un des principaux soutiens de François Bayrou dans sa campagne pour l'élection présidentielle de 2002
- En 2002, il adhère au Parti radical et quitte avec celui-ci l'UDF pour l'UMP nouvellement créée.
- En décembre 2005, il est élu coprésident du Parti radical aux côtés d'André Rossinot.
- En novembre 2007, il est élu seul président du Parti radical face à Michel Zumkeller, député du Territoire de Belfort.
- De janvier 2009 à novembre 2010, il est vice-président du conseil national de l'UMP.
- En 2011, il devient coprésident de L'Alliance républicaine, écologiste et sociale qu'il a fondé.
- En 2012, il devient président de l'Union des démocrates et indépendants (UDI).

## Synthèse des résultats électoraux

### Élections législatives
| Année | Parti  | Parti     | Circonscription | 1er tour | 1er tour | 1er tour | 2d tour | 2d tour | 2d tour |
| Année | Parti  | Parti     | Circonscription | Voix     | %        | Rang     | Voix    | %       | Issue   |
| ----- | ------ | --------- | --------------- | -------- | -------- | -------- | ------- | ------- | ------- |
| 1993  |        | DVD       | 21e du Nord     | 24 709   | 48,98    | 1er      | 31 622  | 63,07   | Élu     |
| 1997  | 17 019 | DVD       | 21e du Nord     | 34,27    | 1er      | 26 224   | 52,79   | Élu     |         |
| 2002  |        | UMP       | 21e du Nord     | 22 150   | 49,51    | 1er      | 25 865  | 63,88   | Élu     |
| 2007  | 23 605 | UMP       | 21e du Nord     | 53,69    | 1er      |          |         | Élu     |         |
| 2012  |        | PRV (UMP) | 21e du Nord     | 18 452   | 42,99    | 1er      | 22 959  | 55,83   | Élu     |

## Distinctions

### Décorations françaises
En tant que ministre chargé des affaires maritimes, Jean-Louis Borloo est nommé ex officio commandeur de l'ordre du Mérite maritime à sa prise de fonction en 2007
Le 11 juillet 2014, il est nommé au grade de chevalier dans l'ordre national de la Légion d'honneur au titre de « ancien ministre, ancien député européen, ancien député du Nord ; 38 ans de services », puis fait chevalier le 20 décembre 2023. Il est promu au grade d'officier le 29 décembre 2023 au titre de « ancien ministre d'Etat, ancien député du Nord, ancien maire de Valenciennes, président de fondations »

### Décorations étrangères
En 2009, il est nommé grand-croix de l'ordre national de la Croix du Sud (Brésil)[réf. nécessaire], en 2010 : grand officier de l'ordre du Mérite de la République italienne et en 2014 : Étoile d'or et d'argent de l'ordre du Soleil levant (Japon).

### Autres distinctions
Jean-Louis Borloo est titulaire de la médaille d'or de la mairie de Valenciennes, en tant que maire de la commune : il a été élu « maire de l'année » et « ministre de l'année ».
En 2008, il reçoit le prix « Press Club, Humour et Politique » pour la phrase « Sarkozy, c'est le seul qui a été obligé de passer par l'Élysée pour devenir Premier ministre. ». Ce prix récompense « l'auteur de la phrase la plus hilarante de l'année, qu'il s'agisse indistinctement d'humour volontaire ou involontaire ».

## Publications
- Guide pratique de subsidologie, (avec Gérard Proutheau), Economica, 1987.
- Le Val des cygnes, roman (avec Jacques Baron) ; avant titre : Du travail pour chacun la prospérité pour tous. Imprimerie Carlo Descamps Condé-sur-l'Escaut, 1989.
- De l'Oxygène ! (entretiens avec Daniel Carton, journaliste au Monde), éditions Graffipoche, 1992.
- Un homme en colère, Paris, Michalon, 2002 (écrit par Jean-Paul Brighelli[94],[95]).
- L'Architecte et l'Horloger (suivi d'entretiens avec Gérard Leclerc), Paris, Éditions du Moment 2007.
- Libre et engagé, éditions Plon, décembre 2011.
- Edgar Faure, secrets d'État, secrets de famille, préface de Jean-Michel Baylet et Jean-Louis Borloo (écrit par Rodolphe Oppenheimer-Faure et Luc Corlouër) petit-fils de l'ancien président du Conseil, éditions Ramsay, 2014.
- L'Alarme https://www.borloo.info/ 2022

## Pour approfondir